# Cliff at Christmas
A Cliff at Chrismas Cliff Richard brit popénekes karácsonyi stúdióalbuma, amely 2003. november 17-én jelent meg, 12 évvel az előző ünnepi album után.
A lemez 17 dalt tartalmaz, amelynek nagy része már jól ismert, de erre az albumra  újra hangszerelték őket. A nagy slágerlista-vezető 3 dal, a Mistletoe and Wine (kislemezként 1988 novemberében jelent meg), a Saviour's Day (1990. november) és a The Millennium Prayer (1999. november) együtt hallható a másik két Cliff-slágerrel, a Little Townnal és a We Should Be Togetherrel.
A lemez tartalmaz 8 teljesen új dalt is, a Walking in The Air jobb, mint Aled Jones verziója. Richard előadását jazz-zongora kíséri. A Mary's Boy Child, amelyet a Boney M vitt sikerre, itt szintén más, új hangzásban került a lemezre. A Christmas is Quiet egy gyönyörű ballada, amelyből könnyen lehetett volna kislemez. A Let It Snow! Let It Snow! Let It Snow! egy kiváló feldolgozása Dean Martin 50-es évekbeli dalának. A Santa's List Richard karácsonyi kislemeze nem pont olyan, amilyenre a rajongók számíthattak. Erőteljes, erős békedal dobokkal és kórussal. A When a Child is Born egy kedves dal, Johnny Mathis eredetijére hasonlító. A Come to Us és a Winter Wonderland egészíti ki a lemez anyagát.

## Az album dalai
| #   | Cím                                    | Szövegíró                                   | Hossz |
| --- | -------------------------------------- | ------------------------------------------- | ----- |
| 1.  | Have Yourself a Merry Little Christmas | Ralph Blane, Hugh Martin                    | 4:17  |
| 2.  | Mistletoe and Wine                     | Jeremy Paul, Leslie Stewart, Keith Strachan | 4:06  |
| 3.  | Walking in the Air                     | Howard Blake                                | 4:20  |
| 4.  | Little Town (tradicionális)            | Terry Britten                               | 4:08  |
| 5.  | Mary's Boy Child                       | Jester Hairston                             | 3:39  |
| 6.  | Christmas Is Quiet                     | John Perry                                  | 4:20  |
| 7.  | Let It Snow! Let It Snow! Let It Snow! | Sammy Cahn, Jule Styne                      | 3:33  |
| 8.  | Saviour's Day                          | Chris Eaton                                 | 4:54  |
| 9.  | White Christmas                        | Irving Berlin                               | 3:16  |
| 10. | Silent Night (Csendes éj)              | Paul Moessl, Cliff Richard                  | 5:29  |
| 11. | Santa's List                           | Chris Eaton, Nick Trevisick                 | 4:39  |
| 12. | When a Child Is Born                   | Ciro Dammiccio, Fred Jay                    | 3:36  |
| 13. | Come to Us                             | Carroll, Colman, Dankworh, Mucha, Preisner  | 4:34  |
| 14. | The Christmas Song                     | Mel Tormé, Robert Wells                     | 4:12  |
| 15. | We Should Be Together                  | Bruce Roberts                               | 4:26  |
| 16. | Winter Wonderland                      | Felix Bernard, Dick Smith                   | 2:53  |
| 17. | The Millennium Prayer                  | Steven Deal, Paul Field, Traditional        | 4:41  |

## Közreműködők
- Jerry McPherson – gitár[1]
- Michael Mellett – háttérvokál
- Paul Moessl – rendező, karmester, producer, billentyűs hangszerek
- Nashville String Machine – vonósok
- Michael Omartian – rendező, producer, billentyűs hangszerek
- Phil Palmer – gitár
- Chris Porter – producer, hangmérnök
- Craig Pruess – producer
- Ben Robbins – hangmérnök, Remixing
- Mike Ross – hangmérnök
- Robin Sellars – hangmérnök
- Gavyn Wright – zenekarvezető
- Nigel Wright –  producer
- Dave Arch – hangszerelés
- Keith Bessey – hangmérnök, Mixing
- John McPherson – gitár
- Hazel Fernandez – háttérvokál
- Anne Skates – Vocal Arrangement, Vocal Director
- Timothy Eames – programozás, Pro-Tools, Mixing
- Lee McCutcheon – programozás
- Suzy Martinez – hangszerelés
- Michelle Wolf – háttérvokál
- Alex Charles – háttérvokál
- David Streit – hangmérnök asszisztens
- Simon Lee – karmester
- J.C. Monterrosa – hangmérnök asszisztens
- Kara Tualatai – háttérvokál
- Pete Gordeno – billentyűs hangszerek
- Christian Leitgeb – hangmérnök
- Dave Laudat – háttérvokál
- Urban Soul Orchestra – vonósok, kürt
- Amanda Omartian – háttérvokál
- Lizzie Deane  – háttérvokál
- Jeff Richman – gitár
- Pete Beachill – harsona
- Clive Black – vezető producer
- Mike Brignardello – basszusgitár
- Stuart Brooks – trombita
- Chris Cameron – Orchestral Arrangements
- Terry Christian – hangmérnök
- John Hammond – dobok
- Mike Haughton – szaxofon
- Stephen Hussey – vonósok, Orchestral Arrangements
- Gerry Kitchingham – újrakeverés
- Cliff Richard – rendező, producer

## Siker
A BPI az albumot ezüstlemezzé nyilvánította. Megjelenésekor, 2003 novemberében a brit album lista 38. helyére került, ezután december 20-ára sikerült feltornáznia magát a lista 9. helyére, ez volt a legmagasabb helyezés, amit az album el tudott érni. 2004-ben egyre lejjebb került a brit listán, év végére a 66., majd a 60. helyre került.

## Minősítések, helyezések
| Ország             | Minősítés (ha van) | Eladások | Helyezések |
| ------------------ | ------------------ | -------- | ---------- |
| Egyesült Királyság | ezüstlemez         | 100.000  | 9          |
| Amerika            | -                  | -        | -          |
| Ausztrália         | -                  | -        | -          |
| Új-Zéland          | -                  | -        | 41         |